# Ścinawa Niemodlińska
Ścinawa Niemodlińska (niem. Steinau; w górnym biegu jako potok Tuczna) – rzeka w południowo-zachodniej Polsce, prawy dopływ Nysy Kłodzkiej, długości 58,96 km i powierzchni dorzecza 444 km².
W XIII wieku na prawym brzegu Ścinawy Niemodlińskiej, pomiędzy Piorunkowicami i Gryżowem, wzniesiono zamek Gryżów. Przepływa przez województwo opolskie, powiaty: prudnicki, nyski, opolski, brzeski.

## Przebieg
Źródła rzeki Ścinawa Niemodlińska znajdują się na południowy zachód od wsi Mieszkowice, na Nizinie Śląskiej, ok. 7 km na północny zachód od Prudnika. Płynie pograniczem powiatów prudnickiego i nyskiego, pomiędzy wsiami Lipowa, Gryżów i Piorunkowice. W pobliżu Piorunkowic dolinę Ścinawy Niemodlińskiej zamykają od południa strome i silnie rozczłonkowane stoki terasy nadrzecznej. Następnie płynie pomiędzy Ścinawą Małą i Ścinawą Nyską, gdzie wpływa do niej potok Meszna spod Rudziczki. Dalej przepływa przez Korfantów, Włostową, Kuźnicę Ligocką, Przechód, Ligotę Tułowicką, Tułowice, Niemodlin, Szydłowiec Śląski, Magnuszowice. Pod Lewinem Brzeskim wpływa do Nysy Kłodzkiej.

## Dopływy
- Meszna
- Kiełcznica
- Wytoka

## Urbanizacja
Miejscowości położone nad Ścinawą Niemodlińską:

- Mieszkowice
- Lipowa
- Gryżów
- Piorunkowice
- Ścinawa Mała
- Ścinawa Nyska
- Jegielnica
- Rynarcice
- Rączka
- Korfantów
- Włostowa
- Kuźnica Ligocka
- Przechód
- Ligota Tułowicka
- Tułowice
- Tułowice Małe
- Wydrowice
- Niemodlin
- Szydłowiec Śląski
- Magnuszowice
- Magnuszowiczki
- Lewin Brzeski